# Regiunea Mara
Mara este o regiune a Tanzaniei a cărei capitală este Musoma. Are o populație de 1.572.000 locuitori și o suprafață de 22.000 km2.

## Subdiviziuni
Această regiune este divizată în 6 districte:
- Bunda
- Musoma Rural
- Musoma Urban
- Serengeti
- Tarime
- Rorya